# リブート (作品展開)
リブート(reboot) または再起動とは、フィクション作品において、シリーズにおける連続性を捨て、新たに一から仕切り直すことを意味する用語。

## 様々なメディアにおけるリブート
リブートは、シリーズにとって作品の核となる要素とコンセプトを整理することで、あらゆる「不可欠であった要素」を取り除くことを可能にし、物語の初期設定を改変して、作品シリーズを最初からやり直す手法である。リブート作品は、シリーズの初期タイトルをあまり知らない消費者・視聴者にも簡単に触れることができるメリットがある。

### 映画
映画のシリーズ作品においては、ほとんどの作品はスタッフやキャストを大幅に変更しており、時系列は最も初期の段階から始まることが定番である。過去作品では再現できなかった表現を現代の技術で演出・解釈し再構築する。また、同名キャラクターや同名作品であっても、異なるコンセプトで再スタートさせることがある。その場合、過去作品を知る世代と、リブート作品で初めて体験する世代との間に、作品に対する認識の隔たりが生じることがある。
一方、新しいファンを獲得し、興行収入を向上させることを狙って旧作品をリブートさせることがある。したがって、リブートは「停滞する」ようになった過去の作品シリーズを救済・復活する試みであると言える。ファン層が確立された作品のリブートは商業的なリスクが少なく、スタジオ側にとって「安全な」プロジェクトとされる。しかし、何らかの理由で新たなコンセプトが観客に受け入れられず、評論家からの評価は得られても、興行収入で成功したとは言えない場合もある。
また、ピンク・パンサーシリーズのように、主演俳優の死去によりシリーズ続行が困難となった場合のシリーズ再開、ゴジラシリーズのように前回シリーズの最終作によって映画の世界に一旦の区切りが付いたための新たな物語のスタート、というようにリブートの理由も様々である。

### コンピュータゲーム
リブートはコンピュータゲーム業界で一般的であり、特にシリーズに多数の作品があるフランチャイズで用いられる。コンピュータゲームにおけるリブートは物語の流れやゲーム要素を一新するのに用いられる。

## 語源
語源はコンピュータ用語におけるリブート（再起動）から来ている。

## 類似する用語との比較

### リメイク
既存の作品を作り直すという意味ではリブートと似ているが、概ね元となる最初の初期作品をなぞったストーリー展開になる点、物語の初期設定を尊重している点、単発の作品を指して使用されることが多い点が、既存のシリーズの制約を受けずに独自のシリーズを展開するリブートとは異なる。

### プリークェル・シークェル
プリークェル（プリクエル 英: prequel）とは前編・前日譚、シークェル（シークエル 英: sequel）とは続編・後日譚という意味であり、これらでは既存のシリーズとの連続性が保持されるため、リブートとは異なる。
終了、停止していたシリーズの前編や続編の企画を新たに立ち上げ、シリーズを再始動することを指してリブートと呼ぶことがあるが、ストーリーラインをリセットした上で、それまでのシリーズとの連続性を持たないシリーズとして作り直すことを意味するリブートと、単に終了したシリーズを再開することを意味するリスタートとを混同した誤用である。

### リ・イマジネーション
リ・イマジネーション（英: reimagination）は作品用語の一つ。リイマジネーション、再創造とも呼ばれる。
リ・イマジネーションとは基本設定だけを残した新たな作品のことである。ただし、類似する概念のリブートとの関係については境目が明確ではないとされる事もある。オリジナルから離れた作品がリ・イマジネーションと言われる場合もある。
展示する物、ロゴに使用する場合もある。
リ・イマジネーションの例・誕生
リ・イマジネーションの作品の中には『PLANET OF THE APES/猿の惑星』が存在し、『PLANET OF THE APES/猿の惑星』の場合は猿が人間を支配しているという設定はあるが、この人間が支配される設定以外はオリジナルとなっている作品となっている。
リ・イマジネーションという言葉は監督を務めるティム・バートンの資質から生まれたものと言われている。

### スピン・オフ
作品展開におけるスピン・オフとは、既存の作品（本編）から派生した作品を指し、物語の初期設定、物語の連続性を尊重している。これは、物語のゼロからの作り直しではない点がリブートとは異なる。